# Nichesola
Nichesola è una delle due frazioni del comune di Terrazzo in provincia di Verona (l'altra è Begosso).

## Geografia fisica
Il piccolo paese si sviluppa sotto gli argini del fiume Adige nella parte sud occidentale del territorio comunale, ai confini con il comune di Legnago. Dista circa 3 km dal centro di Terrazzo.

## Origini del nome
Anticamente chiamata coi toponimi Neuclesiola, Neclosiola, Nocleziola, Neclesiola, Niclesiola ed anche Nicliçola).
Il nome della frazione è di chiara origine, deriva infatti della nobile e potente famiglia che governava questa zona e che qui possedeva beni terreni. La famiglia prese dimora a Nichesola insediandosi in una delle corti più importanti del territorio, Corte Baldisserotto. Il nome della famiglia deriverebbe dal latino ecclesiola significante piccola chiesa.

## Storia

### Primi documenti su Nichesola
La presenza della frazione sul territorio è attestata già attorno all'anno Mille. Viene inoltre citata in due importanti documenti, nel 1154 e nel 1184 in due diplomi di Federico Barbarossa con i quali si rapportava con il clero per la cessione di alcuni terreni.

## Monumenti e luoghi d'interesse
- Chiesa di San Celestino, XII secolo
- Villa Fascinato
- Corte Baldiserotto, XV-XVII secolo

## Economia
L'economia della frazione è nettamente agricola. Vi sono infatti soprattutto coltivazioni a frutteto (mele e pere per la maggiore), mais ed ortaggi che vengono lavorati nelle numerose aziende agricole presenti sul territorio. Negli ultimi anni lungo la strada provinciale che porta a Legnago del centro di Terrazzo, ai confini con il territorio comunale di Bevilacqua, è sorta una piccola zona industriale contenente piccole aziende artigiane.